# 見晴公園 (函館市)
見晴公園（みはらしこうえん）は、北海道函館市にある公園。「日本の歴史公園100選」選定。

## 概要
函館市の素封家岩船峯次郎が、1898年（明治31年）頃から造成した風景式庭園の「香雪園」に公衆トイレや芝生広場をつくって1927年（昭和2年）から市民に無料開放していた土地を、1955年（昭和30年）に市と岩船家の間で無償賃借契約を結んで隣接するゴルフ場を含めて都市計画決定し、1959年（昭和34年）に市が岩船家所有の土地を買収した。その後、数次の都市計画決定変更を経て函館市内最大の総合公園になった。2001年（平成13年）に香雪園は国の「名勝」に指定され、北海道内で唯一の国指定文化財庭園となった。
園内にはソメイヨシノを中心に約100本のサクラの木が点在し、カエデを中心に約150種の庭木もある。2009年（平成21年）から香雪園で『はこだてMOMI-Gフェスタ』を開催しており、紅葉を楽しむことができる。

## 施設
旧岩船氏庭園（香雪園）
見晴公園野球場
遊具施設
ブランコ
すべり台
丸太渡り
ネットクライム
見晴公園緑のセンター
研修室（A・B）
情報検索コーナー
動植物図書コーナー
休憩スペース
多目的トイレ
ゴルフ場
函館ゴルフ倶楽部
1927年（昭和2年）開業の北海道内で最も歴史のあるゴルフ場。現在地へは1936年（昭和11年）に移転した。冬期はスキー場として開放されており、そり遊びやミニスキーが楽しめるほか、1.7kmの歩くスキーコースも整備される。